# Girl/ガール
『Girl/ガール』(Girl) は、2018年のベルギーのドラマ映画。ルーカス・ドンの長編監督第一作であり、ドンとアンヘロ・テイセンスが脚本を執筆した。本作が俳優デビューとなるヴィクトール・ポルスターを主演に、プロのバレリーナを目指すトランスジェンダーの女性を描く。

## 概要
映画は第71回カンヌ国際映画祭ある視点部門で披露され、新人監督賞にあたるカメラ・ドールと、LGBTをテーマにした作品に贈られるクィア・パルムを受賞した。ポルスターはある視点部門の俳優賞を受賞した。映画は第91回アカデミー賞外国語映画部門のベルギー代表に選ばれたが、12月の最終候補リストを前に落選した。第9回マグリット賞では9部門にノミネートされ4部門で受賞を果たした。
本作の着想となったのは、ベルギー出身のトランス女性ダンサーであり、本作の製作過程にも関わったノラ・モンスクールである。本作はもっぱらシスジェンダーの批評家からは高い評価を得たものの、トランスジェンダーやクィアの書き手から性別違和や自傷の描写に関して批判された。批判を受けてモンスクールは映画を擁護している。

## ストーリー
プロのバレリーナになることを目指す15歳のトランスジェンダーの少女ララは、フランス語が母語の理解ある父親マティアス、そして弟とともに、ダンス学校へ通うためフラマン語圏の町に越してくる。性別適合手術を予定しておりホルモン補充療法を受けているララは、治療が遅々として効果を上げないことに不満を覚えている。学校では、バレエの練習中はペニスをテープで覆い隠し、またクラスメートの差別的な言動に晒される。テーピングのため陰部は炎症を起こし、ララは医師から手術の延期を宣告される。耐え切れなくなった彼女ははさみでペニスを切り落とす。いくばくか後、街中を歩くララを映して映画は幕を閉じる。

## キャスト
※括弧内は日本語吹替
- ララ: ヴィクトール・ポルスター（英語版）（鈴木裕斗）
- マティアス: アリエ・ワルトアルテ（フランス語版）（伊藤健太郎）
- ミロ: オリヴェール・ボダール（神戸光歩）
- ルイス: タイメン・ホーファーツ（小野寺悠貴）
- ナート先生: カテライネ・ダーメン（オランダ語版）（所河ひとみ）
- パスカル先生: ファレンタイン・ダーネンス（フランス語版）
- クリスティーヌ: マガリ・エラリ
- ロイス: アリス・ド・ブロクヴィル
- アラン: アラン・オノレ
- ハンナ: クリス・ティス（オランダ語版）
- ヘンドリックス: アンヘロ・テイセンス
- マリー・ルイーズ: マリー＝ルイーズ・ウィルデリックス
- アランの助手: ヴィルジニア・ヘンドリックセン

## 製作

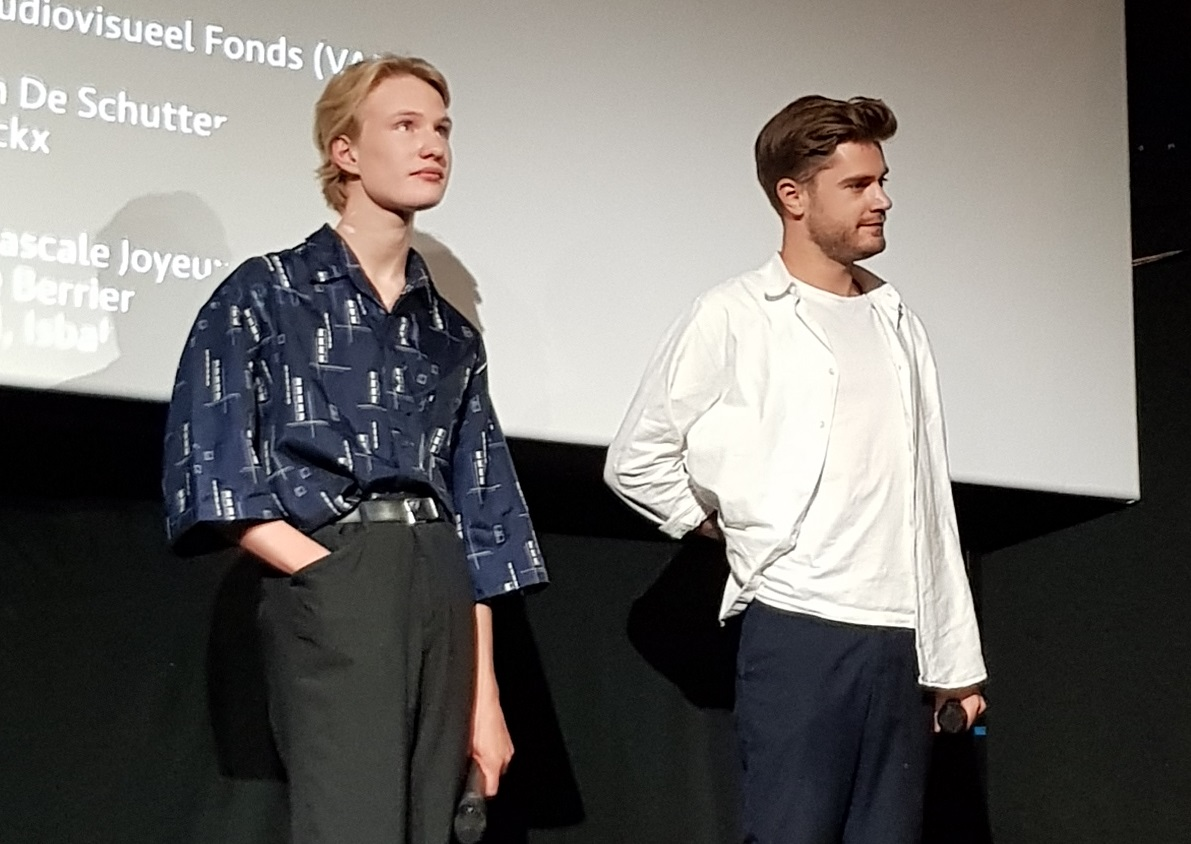
パリで行われた『Girl/ガール』の上映に登壇したヴィクトール・ポルスターとルーカス・ドン。

本作の着想となったのはベルギー出身のトランス女性ダンサー、ノラ・モンスクールである。2009年、当時18歳で映画学校の新入生であったドンは、モンスクールが所属するバレエ学校でポワントを学べるよう女子クラスに編入することを求めたことを報じた新聞記事を目にした。映画の主人公と異なり、モンスクールは女子クラスへの編入を断られ、その後バレエからコンテンポラリー・ダンスに軸足を移した。ドンは当初モンスクールにドキュメンタリーの制作を打診したが、彼女がこれを断ったため、ドンはモンスクールおよびテイセンスと劇映画の執筆を開始した。本人の希望によりモンスクールは脚本のクレジットに残らなかった。ドンは本作のためモンスクールや他のトランスジェンダーの人々、および医療従事者に取材を行った。モンスクールも治療を受けたゲント大学病院の医師たちは、性別移行の重要な時期にあたるとしてトランスの女の子は起用しない方がよいと忠告した。
主役のキャスティングは演者のジェンダー不問で行われた。14〜17歳の約500人（うち6人がトランス女性）がオーディションを受けたが、演技とダンスの技術を十分に兼ね備えた俳優が見つからなかったため、製作陣は映画に登場する他のダンサーを先に配役することに決めた。このグループキャスティングの過程で見出され主演に抜擢されたのがポルスターである。モンスクールはポルスターの配役に関わり、また撮影現場を訪れた。ポルスターは3か月にわたって発声やトウシューズを使ったダンスの訓練を受けた。撮影には両親の了承の下、当時14歳のポルスターのヌードシーンが含まれた。その際には顔と下半身が同一画面内に映らないよう注意が払われた。フランドル王立バレエ団の芸術監督シディ・ラルビ・シェルカウイが振り付けを担当した。

## 公開
『Girl/ガール』は2018年5月12日、第71回カンヌ国際映画祭のある視点部門で初上映された。同月、Netflixが北米およびラテンアメリカにおける同作の配給権を獲得した。Netflixは当初2019年1月18日の配信開始を予定していたが、2019年3月15日に延期された。配信時には「この映画は繊細な題材を扱っており、性的な内容、露骨なヌード、自傷行為が含まれます」という警告がトレヴァー・プロジェクトの自殺防止ホットラインなどの情報を提供するウェブサイトへのリンクとともに掲示された。

## 評価

### 批評家の反応
Rotten Tomatoesは47件の批評に基づき、高評価の割合を85%、評価の平均を7.59/10、批評家の総意を「『Girl/ガール』はダンサー志望者の物語を、相応に魅力的な品位をもって困難なテーマに取り組む痛ましいドラマに用いている」としている。Metacriticは14件の批評に基づき74/100という「概ね好評」の加重平均値を示している。
IndieWireのデイヴィッド・アーリックは、トランス女性の役にシスジェンダー男性の俳優を起用したことに対する懸念を表明しつつも、映画は「目を奪うほど共感を誘う」とし、「B+」の評価を与えた。『バラエティ』のピーター・デブルージはポルスターの演技を讃え、映画を「非規範的ジェンダーの若者が自分を模索する様の、直感的で訴求しやすい姿」と形容した。『ハリウッド・リポーター』のボイド・ヴァン・フイは、視覚と編集に頼った本作の手法を讃え、配役とヌードに関して懸念を表しつつも、後者に関してはそれは「ロジカルな選択」だとした。
『スクリーン・インターナショナル』のウェンディ・アイドは本作は「自信に満ち共感を誘う」とし、「ドンのジェンダーにまつわる問題へのアプローチには、セリーヌ・シアマの作品、とりわけ『トムボーイ』を想起させる思いやりと親密さがある」と記した。TheWrapのスティーヴ・ポンドは映画は「突然そうでなくなるまでは静かな映画、極限の領域に踏み込む穏やかなキャラクタースタディ、受け入れられることにまつわる話かと思いきやそれがいかに不可能かの話になりかける痛ましいドラマ」であるとし、「終盤には、この静かな映画は恐ろしい苦痛と絶望の場所へ向かう」「ドンはその余韻に微かな救いを見出すことに成功している」と記した。
『ロサンゼルス・タイムズ』のキンバー・マイヤーズは、主人公の身体に重きを置く本作の撮影は「共感的というよりは搾取的に感じられる」と述べ、「最も問題なのは、映画終盤のショッキングな場面の無責任な見せ方である」「ドンの作品は技術的な面からすれば強力なデビュー作だが、この手の物語に必要な慈悲に欠けている」と記した。

### 批判
本作に対してはトランスジェンダーやクィアの書き手から主に性別違和や自傷の描写に関して批判が寄せられた。
『イントゥ』誌のマシュー・ロドリゲスは、「本作は残忍で、トランスの身体に固執しており、シスジェンダーの人物が執筆し監督したのだということを痛感させる。トランストラウマポルノであり、私はシスジェンダーの人間として、トランスの人々に本作を観ないよう、そしてシスの人々に本作に引っかからないよう呼びかけている」と述べ、シスジェンダー男性であるポルスターの陰部のショットは「ララの身体に対する気味悪く窃視的な執着を感じさせ、最後まで気味悪さを拭えない」とし、「映画はララを高揚させるよりも、彼女を辱めた上でその辛苦を嘆きたいかのようにみえる」と記した。ロドリゲスはまた、主人公と父親との関係や、彼女が受けるマイクロアグレッションの描写といった映画の一部の要素については「よく練られている」としたものの、彼女が二次性徴抑制剤を服用している設定であるにもかかわらずポルスターが起用されていることについて、「抑制剤を服用しているトランス女子は女性的あるいは中性的男子には見えない――女子に見えるのだ。ララはエストロゲンの服用を開始しており、胸が発達しないことに不満を覚える。ホルモンが変化をもたらすのは胸だけではないのに、映画はまるで胸と膣が唯一トランス女性を女性たらしめるものかのごとく、それらに固執する」と批判した。
英国映画協会のウェブサイトでトランス女性批評家キャシー・ブレナンは、「上映時間中、ドンのカメラは嘆かわしい好奇心をもってララの股間に執着する」「『Girl/ガール』のカメラの眼差しはシスの人物のものである。それはシスの観客が私のような人を見る様にちょうど一致する。彼らは私の顔に向かっては微笑んでも、内心では私の股間には何があるのか思案しているかもしれない」と記した。性器の切断場面については、「本作が描写する資格を得ていない、深刻なトラウマのシーンである。ドンの性別違和描写は性器に固執しており、トランスの少女の内面の心理的な様相について何ひとつ明らかにしない。それを一つの自傷行為に矮小化してしまうことは、映画的蛮行である」と記した。
トランス男性のオリヴァー・ホイットニーは『ハリウッド・リポーター』に寄せ、本作を「ここ数年で最も危険なトランスのキャラクターにまつわる映画」と形容した。ホイットニーは同作の「トランスの身体に対する不快なまでの執着」を批判し、「ポルスターのフルヌードで表されるララの性器は、『Girl/ガール』全体を通じ、登場人物自身以上に存在感を持ち、より多くの筋書きの中心となっている」「トランス女性が日常で経験する困難に対する思慮深い洞察となり得たものが、その代わり彼女の身体をトラウマの場として利用し、観客に嫌悪を持って反応することを促している。たびたびララに沈黙を強い感情を押しつけてくるシスジェンダーの登場人物たちと同様、監督もまた彼女の内面の葛藤に興味を示さないのである」と記した。ホイットニーはホルモン補充療法 (HRT) の描写を本作の最大の問題と位置づけ、「HRTがトランスの人々にさらなる苦痛をもたらすという誤ったメッセージを発している」「言語道断の無責任な映画作り」であるとした。ホイットニーは「トランスや知識あるアライの人々が映画祭や配給会社で働いたり有力媒体に寄稿したりしていれば、『Girl/ガール』は賞レースでここまで躍進しなかったはずだ」として、映画業界におけるトランスジェンダーの包摂を呼びかけた。
『アウト』誌のトレヴェル・アンダーソンも映画の自傷描写や「トランスの声の本格的な参与」の欠如を批判した。GLAADはこれらの批判記事の引用をTwitterに投稿し、「トランスやクィアの批評家が何と言っているか読んでください」と呼びかけた。GLAADは電子メールでも、業界における多様性を推進するため本作の上映に出向いたり映画に批判的な記事をソーシャルメディアで共有したりするよう呼びかけた。北米では、公開前から映画を鑑賞する手段が主要都市在住あるいは批評家協会所属の批評家以外に対して十分に与えられていなかったことも、クィアの批評家から意見を述べる機会を結果的に奪っている、あるいは遅らせているとして批判された。
本作はベルギーとフランスでも批判を集めた。批判によれば同作は性別移行の身体的な、とりわけ性器の側面に執着しており、たとえばブリュッセルの支援団体レインボーハウスのカミーユ・ピエールは、性別移行に関しては合併症、生活環境、人権への配慮、未成年であることなどの方が差し迫った問題を生じさせやすいと語った。研究者エロイーズ・ギマン＝ファティは、本作の視点は「シス中心的」で「おそろしく男性的」であるとし、「映画の主体であるべきララのキャラクターが客体となってしまった」と述べた。また、理解ある親を持ち、現代のベルギーに住んでいるという設定にもかかわらず、主人公がトランスコミュニティからの支援を模索せず、映画の重点が彼女の苦悩と孤立に置かれている点も、整合性に欠け、ステレオタイプを助長するとして批判された。ベルギーの団体ジャンル・プリュリエルのロンデ・ゴッソは、「これはこの国の現実、社会の連携、若者の貢献、私たちがこの11年の間にやってきたことのすべてをなおざりにしています。私たちの存在を押し出すのではなくむしろ見えなくしてしまいます」と語った。
こうした批判を受けて、映画の着想となったノラ・モンスクールは『ハリウッド・リポーター』に寄せ、「『Girl/ガール』はすべてのトランスジェンダーの経験の表象などではなく、私自身の人生経験の語り直しである」「『Girl/ガール』は私の物語を嘘や隠し事なく語っている。ルーカスや主演俳優がシスだからといってララのトランスとしての経験を正当でないとする意見は心外である」と記した。その後行われたIndieWireのインタビューでもモンスクールは「心外だった」と語り、「私の物語はシスの監督の妄想ではありません。ララの物語は私の物語です」と述べた。またモンスクールは、映画終盤の自傷描写は「私自身が経験した、人を支配する自殺念慮やダークな考えのメタファー」であり、それを見せることは「不可欠」であったと語り、「あのシーンはトランスの若者に身体の部位を自分で切断することを促すものと解釈されるべきではありません。それはメッセージではありません。メッセージは、こうしたことはダークな考えの一つの結果であり、私たちが直面する困難の結果なのだということを見せることです」と述べた。また『ニューヨーク・タイムズ』とのインタビューでモンスクールは「人々が『Girl/ガール』を形容するのに使っている言葉は私の心に迫りました。彼らが批判しているシーンは私が性別移行中に頭の中にあったシーンなのですから。ルーカスのこうしたことの描写に対する批判には、自殺念慮や身体へのこだわりがあったのは私だけなのだろうかと考えさせられてしまいます」と述べた。
ドンは批判に対して、「私たちが見せたかったのは、非常に二元論的であるバレエ界における若いトランス女性、そして彼女のそれに対する葛藤です」「誰にも好まれるものなどありません。私は本当にトランスの監督がトランスのストーリーを監督するのを見てみたいし、トランスの俳優がトランスの役やどんな役でも演じるのを見てみたいと思っている人間です。でも排除という道具で包摂を求めるのはやめましょう。誰もが参加できる場を開いて包摂を求めようではありませんか」と述べた。
トランス向け芸能仲介業者の創業者アン・トーマスは『アドボケート』で本作を擁護し、シス男性であるポルスターの起用は本作企画当時のヨーロッパにおいて若いトランスの俳優が少なかったことに起因するものであり、また映画の描写は正確であると記した。ノンバイナリのダンサー、チェイス・ジョンジーは、主人公の身体性に置かれた映画の重点は自身のバレエダンサーとしての経験と合致するものであり、「バレエは身体中心のアートなので、トランスやジェンダーフルイドの人がバレエ界で得る困難は自身の身体にまつわるものになりがちです」と語った。トランスジェンダーの演出家・パフォーマー、フィア・メナールも、映画は自身の経験と合致するものであり、また自傷シーンは自殺的衝動と比較可能だと語った。
NetflixはGLAADと協力し映画の前後に警告のメッセージを挿むことを検討中だと報じられた。ドンはこの案に賛同すると述べている。2019年1月、『ニューヨーク・タイムズ』は、Netflixが複数の団体と警告の内容について協議中であると報じた。2018年12月、Netflixはロサンゼルスでクィアやトランスの人々を招いた本作の試写会を開いた。

### 受賞とノミネート
| 賞                             | 部門                   | 対象                                 | 結果       |
| ------------------------------ | ---------------------- | ------------------------------------ | ---------- |
| カンヌ国際映画祭               | カメラ・ドール         | ルーカス・ドン                       | 受賞       |
| カンヌ国際映画祭               | クィア・パルム         | 『Girl/ガール』                      | 受賞       |
| カンヌ国際映画祭               | ある視点部門俳優賞     | ヴィクトール・ポルスター             | 受賞       |
| カンヌ国際映画祭               | FIPRESCI賞（ある視点） | 『Girl/ガール』                      | 受賞       |
| カンヌ国際映画祭               | ある視点               | 『Girl/ガール』                      | ノミネート |
| パリチ映画祭                   | 作品賞                 | 『Girl/ガール』                      | 受賞       |
| オデッサ国際映画祭             | 俳優賞                 | ヴィクトール・ポルスター             | 受賞       |
| オデッサ国際映画祭             | 国際映画賞             | 『Girl/ガール』                      | ノミネート |
| メルボルン国際映画祭           | 長編劇映画賞           | 『Girl/ガール』                      | 7位        |
| リスボン国際クィア映画祭       | 観客賞                 | 『Girl/ガール』                      | 受賞       |
| リスボン国際クィア映画祭       | 男優賞                 | ヴィクトール・ポルスター             | 受賞       |
| サン・セバスティアン国際映画祭 | 作品賞                 | 『Girl/ガール』                      | 受賞       |
| サン・セバスティアン国際映画祭 | ヨーロッパ作品賞       | 『Girl/ガール』                      | 受賞       |
| マナキ兄弟映画祭               | ゴールデン・カメラ300  | フランク・ファン・デン・エーデン     | ノミネート |
| チューリッヒ映画祭             | 国際長編映画賞         | 『Girl/ガール』                      | 受賞       |
| CPH PIX映画祭                  | 新人才能賞             | ルーカス・ドン                       | ノミネート |
| 平遥国際映画祭                 | 観客賞                 | 『Girl/ガール』                      | 受賞       |
| ロンドン映画祭                 | 第一回作品賞           | ルーカス・ドン                       | 受賞       |
| アデレード映画祭               | 第一回作品賞           | 『Girl/ガール』                      | ノミネート |
| フィラデルフィア映画祭         | 第一回作品賞           | ルーカス・ドン                       | ノミネート |
| テッサロニキ国際映画祭         | マーメイド賞           | 『Girl/ガール』                      | ノミネート |
| セビリア映画際                 | LGBT映画賞             | 『Girl/ガール』                      | ノミネート |
| ストックホルム国際映画祭       | 作品賞                 | 『Girl/ガール』                      | ノミネート |
| ストックホルム国際映画祭       | 男優賞                 | ヴィクトール・ポルスター             | 受賞       |
| ヨーロッパ映画賞               | ヨーロッパの発見賞     | 『Girl/ガール』                      | 受賞       |
| ヨーロッパ映画賞               | 作品賞                 | 『Girl/ガール』                      | ノミネート |
| ヨーロッパ映画賞               | 男優賞                 | ヴィクトール・ポルスター             | ノミネート |
| ベルギー映画批評家協会賞       | 作品賞                 | 『Girl/ガール』                      | 受賞       |
| ゴールデングローブ賞           | 外国語映画賞           | 『Girl/ガール』                      | ノミネート |
| マグリット賞                   | フラマン映画賞         | 『Girl/ガール』                      | 受賞       |
| マグリット賞                   | 主演男優賞             | ヴィクトール・ポルスター             | 受賞       |
| マグリット賞                   | 助演男優賞             | アリエ・ワルトアルテ                 | 受賞       |
| マグリット賞                   | 脚本賞                 | ルーカス・ドン、アンヘロ・テイセンス | 受賞       |
| マグリット賞                   | 撮影賞                 | フランク・ファン・デン・エーデン     | ノミネート |
| マグリット賞                   | 美術賞                 | フィリップ・ベルタン                 | ノミネート |
| マグリット賞                   | 衣装デザイン賞         | カテリーネ・ファン・ブレー           | ノミネート |
| マグリット賞                   | 音響賞                 | ヤンナ・スンティエンス               | ノミネート |
| マグリット賞                   | 編集賞                 | アラン・ドゥソヴァージュ             | ノミネート |
| セザール賞                     | 外国映画賞             | 『Girl/ガール』                      | ノミネート |